# Беверлі-Гіллз
Беверлі-Гіллз (англ. Beverly Hills) — місто (англ. city) в США, в окрузі Лос-Анджелес штату Каліфорнія. Розташоване в західній частині округу Лос-Анджелес. Беверлі-Гіллс та сусіднє місто Західний Голлівуд повністю оточені територією Лос-Анджелеса. Населення — 32 701 особа (2020).

## Географія

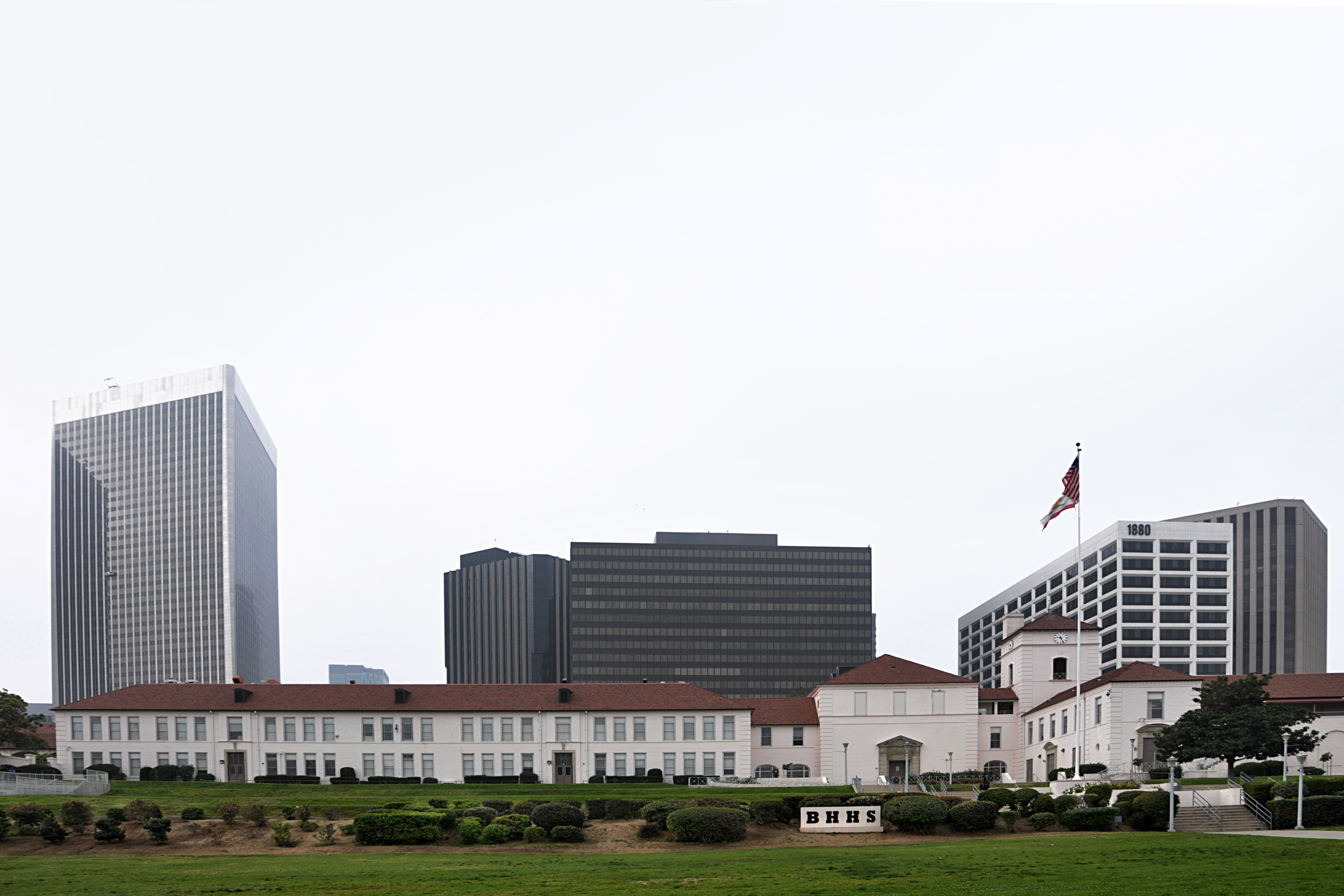
Середня школа Беверлі Гіллз

Беверлі-Гіллз розташоване за координатами 34°4′45″ пн. ш. 118°24′9″ зх. д. / 34.07917° пн. ш. 118.40250° зх. д. (34.079230, -118.402437).  За даними Бюро перепису населення США в 2010 році місто мало площу 14,79 км², з яких 14,78 км² — суходіл та 0,01 км² — водойми.

## Демографія
Згідно з переписом 2010 року, у місті мешкало 34 109 осіб у 14 869 домогосподарствах у складі 8461 родини. Густота населення становила 2306 осіб/км².  Було 16394 помешкання (1108/км²).
Расовий склад населення:
| - 82,4 % — білих - 8,9 % — азіатів - 2,2 % — чорних або афроамериканців - 0,1 % — корінних американців - 1,4 % — осіб інших рас |

До двох чи більше рас належало 4,9 %. Частка іспаномовних становила 5,7 % від усіх жителів.
За віковим діапазоном населення розподілялося таким чином: 19,4 % — особи молодші 18 років, 61,5 % — особи у віці 18—64 років, 19,1 % — особи у віці 65 років та старші. Медіана віку мешканця становила 43,6 року. На 100 осіб жіночої статі у місті припадало 84,3 чоловіків;  на 100 жінок у віці від 18 років та старших — 80,3 чоловіків також старших 18 років.
Середній дохід на одне домашнє господарство  становив 199 045 доларів США (медіана — 97 327), а середній дохід на одну сім'ю — 264 539 доларів (медіана — 136 726). Медіана доходів становила 95 409 доларів для чоловіків та 61 477 доларів для жінок. За межею бідності перебувало 8,9 % осіб, у тому числі 6,5 % дітей у віці до 18 років та 13,2 % осіб у віці 65 років та старших.
Цивільне працевлаштоване населення становило 17 141 осіб. Основні галузі зайнятості: освіта, охорона здоров'я та соціальна допомога — 21,9 %, науковці, спеціалісти, менеджери — 16,8 %, фінанси, страхування та нерухомість — 11,4 %, мистецтво, розваги та відпочинок — 10,2 %.

## Відомі мешканці
- Дезі Арназ
- Лайонел Беррімор
- Річард Бартелмесс
- Річард Брукс
- Джин Келлі
- Фріц Ланг
- Колін Гіггінс
- Вітні Г'юстон
- Монтегю Лав
- Жан Ренуар
- Елла Фіцджеральд
- Гленн Форд
- Роберт Стек
- Керрі Фішер

## Освіта
У місті є державна школа — Середня школа Беверлі-Гіллз.

## Міста-побратими
- Акапулько, Мексика
- Канни, Франція